# Hågntjärnen
Hågntjärnen är en sjö i Älvdalens kommun i Dalarna och ingår i Ljusnans huvudavrinningsområde. Sjön har en area på 0,0904 kvadratkilometer och ligger 889,9 meter över havet.

## Delavrinningsområde
Hågntjärnen ingår i det delavrinningsområde (688336-136333) som SMHI kallar för Mynnar i Lofsen. Medelhöjden är 873 meter över havet och ytan är 21,99 kvadratkilometer. Det finns inga avrinningsområden uppströms utan avrinningsområdet är högsta punkten. Vattendraget som avvattnar avrinningsområdet har biflödesordning 3, vilket innebär att vattnet flödar genom totalt 3 vattendrag innan det når havet efter 328 kilometer. Avrinningsområdet består mestadels av skog (35 procent), sankmarker (15 procent) och kalfjäll (49 procent). Avrinningsområdet har 0,09 kvadratkilometer vattenytor vilket ger det en sjöprocent på 0,4 procent.